# فرودگاه کایلین فورت‌هود
فرودگاه کایلین فورت‌هود (به انگلیسی: Killeen-Fort Hood Regional Airport) (به زبان بومی: Robert Gray Army Airfield) یک فرودگاه نظامی و همگانی با کد یاتا GRK است . این فرودگاه در شهر کایلین، تگزاس کشور ایالات متحده آمریکا قرار دارد و در ارتفاع ۳۰۹ متری از سطح دریا واقع شده است.

## شرکت‌های هواپیمایی و مقصدهای پروازی

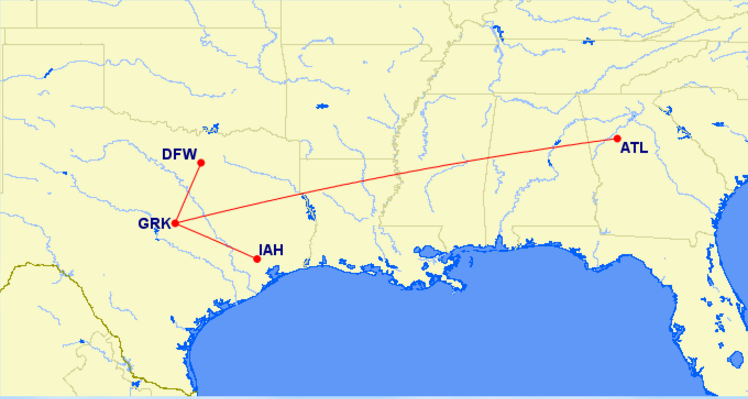
Destinations from Killeen-Fort Hood

Killeen Regional Airport currently offers 3 پرواز بدون توقف destinations. 
Historically, الیجنت ایر offered twice weekly service to لاس وگاس. After nine months serviced ended in February 2006. 
It is not uncommon to see NCAA football charters parked at gates 1 and 6 for away teams facing the University of Mary Hardin–Baylor, or for the university itself. Usual airlines for these charters include Sun Country،  Xtra Airways , and ساوت‌وست ایرلاینز

### Passenger
| شرکت‌های هواپیمایی | مقصدهای پروازی          |
| ----------------- | ----------------------- |
| امریکن ایگل       | دالاس-فورت ورث          |
| دلتا کانکشن       | هارتسفیلد-جکسون آتلانتا |
| یونایتد اکسپرس    | جرج بوش                 |

### Top destinations
| Rank | City                    | Passengers |
| ---- | ----------------------- | ---------- |
| 1    | دالاس-فورت ورث          | 89,000     |
| 2    | هارتسفیلد-جکسون آتلانتا | 29,000     |
| 3    | جرج بوش                 | 20,000     |